# Raymond Hernando
Pour les articles homonymes, voir Hernando.
Raymond Hernando, surnommé « Ramuntcho », né le 7 décembre 1954 à Saint-Jean-de-Luz (Pyrénées-Atlantiques) et mort le 15 juin 2012 à Stavelot (Belgique), est un coureur cycliste français, professionnel en 1980.

## Biographie
En 1980, il termine huitième du Tour de Majorque.
Il meurt en 2012 dans un accident de voiture, alors qu'il se rendait au circuit de Spa-Francorchamps pour disputer une compétition de voitures anciennes.

## Palmarès
- 1977
  - 3e de la Subida a Gorla
- 1978
  - Subida a Gorla
- 1979
  - 1re étape du Tour de Navarre
  - 3e du Circuit de la Chalosse

### Résultats sur les grands tours

#### Tour d'Espagne
1 participation
- 1980 : 41e